# «Двенадцать статей» царевны Софьи

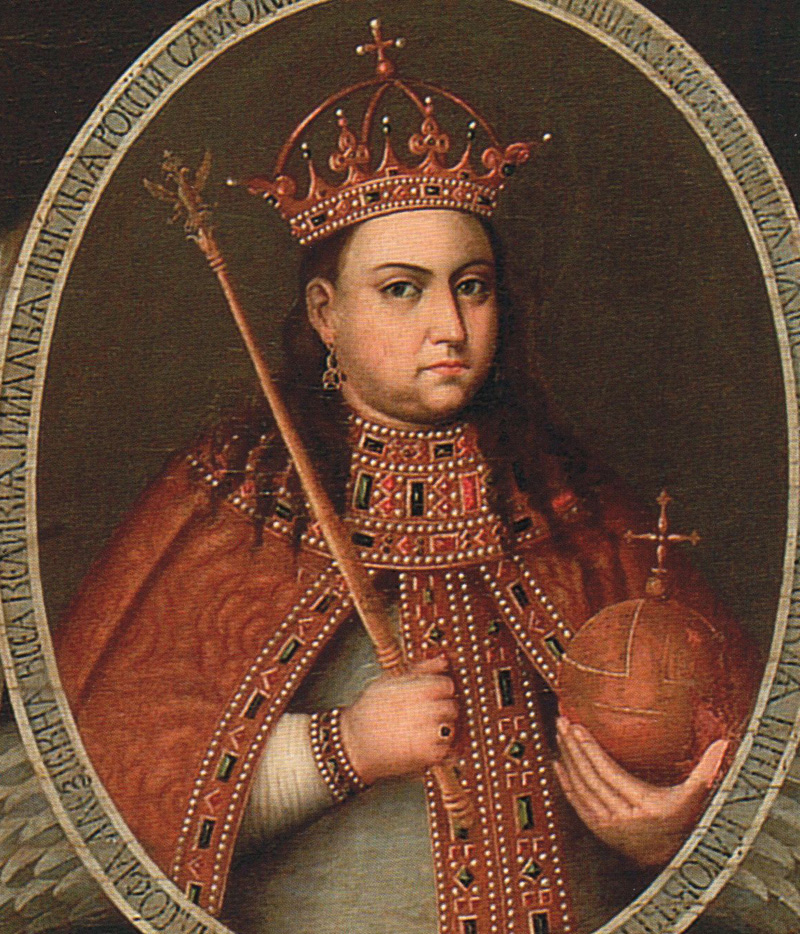
Царевна Софья Алексеевна

«Двена́дцать стате́й» царе́вны Со́фьи — закон Московского государства, изданный 7 (17) апреля 1685 года царевной Софьей, состоящий из 12 статей, в котором определены различные степени наказания для старообрядцев («расколщиков», как они названы в документе) и их пособников: начиная от смертной казни в виде сожжения живых людей в срубе (для тех, кто не отказывался от своих убеждений) до пыток, заточения в монастыри, битья палками (батогами) и лишения имущества.
На основании статей были казнены тысячи старообрядцев.

## Предыстория документа
В 50-е годы XVII века началась Церковная реформа патриарха Никона, в результате неё двуперстники или старообрядцы были собором 1656 года и Большим Московским собором провозглашены еретиками и преданы анафеме. Но меры эти не помогли достижению целей реформы — перехода всего населения на новый обряд; более того, старообрядцы стали организовать свои молитвенные собрания, строить часовни, скиты, монастыри и создавать вокруг них многочисленные поселения. Ни церковные прещения, ни заключения в темницы не прекратили раскола. Кроме того, старообрядцы вели непрерывную проповедь среди населения, исповедуя верность старому обряду и провозглашая ложность реформы.
В 1681—1682 году Московский поместный церковный собор во главе с патриархом Иоакимом от лица архиереев просил царя использовать для преследования старообрядцев гражданские суды. Однако, по мнению патриарха, законодательные установления всё ещё были недостаточно суровы, следовало ввести казнь за старый обряд, что и было сделано в 1685 году — введены пытки за инакомыслие и смертная казнь — сожжение живых людей в срубах. В соответствии с решением Московского собора 1681—1682 года розыском старообрядцев занимались воеводы вместе с местными архиереями, они посылали служилых людей, чтобы приводить раскольников в суды, где тех затем пытали и сжигали живыми в срубах.

## Документ
В прошлом во 1685 году [7193 году от сотворения мира], апреля, в 7 день, Великие Государи Цари и Великие Князи Иоанн Алексеевич, Петр Алексеевич всея Великия и Малыя и Белыя Poсии самодержцы, и сестра их Великая Государыня благоверная Царевна София Алексеевна, слушав сих статей, указали и бояря приговорили: расколщикам впредь свой великих государей указ чинить по прежнему указу отца своего великих государей, блаженныя памяти Великого Государя Царя и Великого князя Алексея Михайловича, всеа Великия и Малыя и Белыя России самодержца, и по сему своему великих государей указу и по статьям, каковы писаны ниже сего:
1. Которые расколщики святой церкви противятся, и хулу возлагают, и в церковь и к церковному пению и к отцам духовным на исповедь не ходят, и святых таин не причащаются, и в дома свои священников со святынею и с церковной потребой не пускают, и меж христианы непристойными своими словами чинят соблазн и мятеж, и стоят в том своем воровстве упорно: и тех воров пытать, от кого они тому научены, и сколь давно, и на кого станут говорить и тех оговорных людей имать и расспрашивать и давать им меж себя очные ставки, а с очных ставок пытать; и которые с пыток учнут в том стоять упорно ж, а покорения святой церкви не принесут, и таких, за такую ересь, по трикратному у казни допросу, буде не покорятся, жечь в срубе и пепел развеять.
2. А буде кто у казни обратятся и принесут к святой церкви повиновение, и обещаются с чистым намерением так не делать: и таких посылать в большие монастыри и держать их в тех монастырях под началы, в великом бережении и за крепким караулом, и давать им хлеба и воды по мере, и приставливать к ним добрых и искусных старцев, и велеть их приводить в церковь Божию ко всякой церковной службе, также и к келейному правилу, и смотреть за ними со всяким прилежанием, каково тех противников к покаянию обращение, и совершенно ли они церкви Божией повиновение приносят, и нет ли в них какого лукавства, чтоб они лукавством своим и лестным обращением от заточения не отбывали, и потому что многие притворством своим и лукавым обращением выманивались и уходя из монастырей в иные места чинили противности горше первого; и буде которые совершенно от той злобы отстанут и святой церкви приобщатся истинным намерением и чистой совестью, и таких, по подлинному свидетельству, из-под началов свобожать; а буде которые из них похотят постричься, и их постригать в тех же монастырях; а буде которые постричься не похотят, а жен и детей у них нет, и тем быть в тех же монастырях до кончины живота своего неисходно, чтоб они, вышед из тех монастырей, с прелестники в сообщении не учинились и на прежнюю злобу не обратились; а у которых есть жены и дети, и тех давать на поруки, чтоб им впредь такой прелести не держаться, и с расколщики не знаться, и учения их не слушать, и в дома к ним не входить, и к себе не пущать, да над ними того ж всего велеть надсматривать отцам их духовным; а буде они были в тех монастырях, или вышед из монастырей из-под начала, объявятся в прежней своей злобе, a покорение у казни приносили лестно, и таких казнить смертью, как писано выше сего в 1 статье.
3. Которые прелестью своей простолюдинов и их жен и детей приводили к тому, чтоб они сами себя жгли: и таких воров, по розыску, за то их воровство, что от их прелести люди жглись, жечь самих.
4. Которые люди ходили по деревням и людей, которые в совершенных летах, также и детей их, которые в совершенных и в малых летах, перекрещивали и прежнее святое крещение нарицали неправым, а перекрещиванье вменяли в истину: и тех воров, которые перекрещивали, хотя они церкви Божией и покорение приносят и отца духовного принять и святых тайн причаститися желать будут истинно, и их, исповедав и причастя, казнить смертью без всякого милосердия.
5. А которые люди ходили к расколщикам и сами у них перекрещивались, и носили детей своих крещеных, которые в малых летах и в возрасту, перекрещивать, а прежнее святое крещение вменяли в неправое крещение: и тем, которые перекрещивались, буде они в том учнут виниться без всякие противности, чинить наказание, бить кнутом и отсылать ко архиереям, кто чьей епархии, и им о исправлении их чинить по правилам святых апостол и святых отец; а которые покорения в том приносить не учнут и станут в той своей прелести стоять упорно и вменять то в истину, а прежнее святое крещение нарицать неправым, и тех казнить смертью.
6. Которые люди в церковной противности учинились внедавне и в расспросе учнут церкви Божии приносить покорение, что они чинили то от неведения или от какого принуждения, а известить не смели, а иных никого тому не учили, и в том вины свои объявят совершенно и обещаются с клятвою впредь того не делать: и таким за то чинить наказание, смотря по вине, и посылать для исправления на патриарш двор, а после исправления отдавать их под паству отцам их духовным за поруками, а отцам их духовным над ними смотреть накрепко, чтоб они впредь к церкви Божии приходили, и церковного расколу у себя не имели, и с расколщики не знались, и в дома к ним не ходили, и к себе их не пущали, и учения тех плевосеятелей и хулников на святую церковь отнюдь не слушали; а на поруки их давать в том же.
7. А буде которые в расколах будут оговорены, а они в расспросе учнут сказывать, что за ними церковной противности нет, и в церковь Божию они ходят, и отцы духовные у них есть: и про таких свидетельствовать отцами их духовными, и буде их в том отцы духовные очистят, и тех, по свидетельству отцов духовных, отдавать им же на поруки и велеть им над ними надсматривать накрепко, чтоб от них церковной противности отнюдь не было; а буде такие объявятся в расколе и будут в том обличены, что они той прелести держались тайно, а в расспросе в том запирались лукавством, и тем, будет от тех противности не будет, чинить наказание, бить кнутом и ссылать в дальние города.
8. Которые люди расколщиков у себя держали и чинили им поноровку, ведая про них, и для их прелестного учения, а не извещали, и видя не поймали и не привели, или от того с сих имали какие взятки: и таким за то чинить жестокое наказание, бить кнутом и ссылать в дальние города; а буде которые ведая, таких же церковных противников у себя в доме держали, творя к ним милость, или которые учнут приходить про них проведывать или приносить питие или яствы, или принесут от кого какие письма подсылкою, а сами хотя того прелестного их учения и не держались и по свидетельству в том очистятся, и тем, за утайку тех воров, чинить наказание, бить кнутом, а иных, смотря по делу, и ссылать; а которые что приносили собою спроста, и в том очистятся, и тем чинить наказание, бить батоги.
9. У которых людей будут выняты расколщики, а жили у них с порукою, а они про раскол их не выдали, а те записи будут не записаны: и на таких имать пени по пяти рублев на человеке, а у которых жили без поруки, и на тех имать, против татиной и разбойной статей, по пятидесят рублей на человеке; а у которых жили хотя и с порукою, а они про раскол их ведали, а не известили, и тем чинить наказание, бить кнутом и ссылать, а на порутчиках имать пени по 50 рублев на человеке; а на которых людях пенных денег взять будет нечего, для того что они люди бедные, и тех, буде они ручались по тех расколщиках в житье, не ведая про раскол их, вместо денежные пени ссылать в украинные города, куда доведется, а которые ручались ведая, и тех ссылать же в дальние города с жестоким наказанием.
10. Которые люди за раскол будут сосланы в города, и в тех городах воеводам и приказным людям приказывать над ними в тех слободах, где они жить станут, старостам и пятидесяцким, и десяцким, и околним соседям надсматривать, чтоб от них церковной противности и расколу не было; а буде они объявятся или втай учнут держаться расколу, или с расколщики учнут знаться, о том писать им к себе [то есть к нам — ред.] Великим Государем, а их держать за крепкими караулы; а по тем их отпискам тем ворам чинить указ, по сим же указным статьям, смотря по делам их, кто чего доведется.
11. На которых людей станут говорить в расколе языки, а те люди в то время от сыску ухоронятся или будут где в отъезде, а ворам и расколщикам будет указ учинен, а те люди объявятся собою или сысканы будут после, и в том учнут запираться, а очных ставок дать будет не с кем: и таких, по раскольничьим речам, расспрашивать и разыскивать про них околними соседы и отцами духовными, и буде по розыску очистятся, и их, освидетельствовав отцами духовными подлинно, свобожать на поруки; а буде в чём будут обличены, и их пытать, и по пыточным речам указ чинить, по вышеписанным статьям, до чего доведется.
12. У расколщиков, у кого объявятся дворы, и поместья, и вотчины, и лавки, и иные промыслы и заводы, также и по расколщиках у порутчиков, которые ручались ведая и сосланы будут в ссылки: и те их поместья, и вотчины, и дворы, и лавки, и промыслы, и заводы отписывать на себя Великих Государей и продавать по оценке с большою наддачею, для того что по таким сыскным делам на прогоны и посыльным людям в жалованье их государские денежные казны исходит немалое число; а которые люди по расколщиках ручались, не ведаючи за ними расколу, а сосланы будут только за пенные деньги, что им тех денег заплатить нечем, и тем ссыльным дворы свои продавать самим по вольной ценой, кому похотят.

## Мнения учёных исследователей о двенадцати статьях и их последствиях
Историк Лев Николаевич Гумилёв называет Двенадцать статей одним из самых безжалостных узаконений в русской карательной практике. Он отмечает, что в этом же году Людовик XIV отменил Нантский эдикт о веротерпимости. Историк считает, что в обоих случаях роль подстрекателей выполнили иезуиты.
Сергей Александрович Зеньковский считал, что Двенадцать статей, несомненно, рекомендованы патриархом Иоакимом царице Софье. Он же считает, что этот закон привёл к массовому бегству старообрядцев из Москвы, Подмосковья и крупных городов, находившихся под строгим контролем. Это привело в конечном итоге к опустению старообрядческой Москвы и переселению старообрядцев в леса, в Поморье, на Керженец, в степи на Дон, в Стародубье, за границу — в Польшу.
Старообрядческий писатель-апологет Фёдор Евфимьевич Мельников пишет об этом законе:
Эти действительно драконовски-немилосердные статьи и их садистское исполнение навели ужас на всю русскую страну. Правительство беспощадно преследовало людей старой веры: повсюду пылали срубы и костры, сжигались сотнями и тысячами невинные жертвы — измученные христиане, вырезали людям старой веры языки за проповедь и просто за исповедание этой веры, рубили им головы, ломали рёбра клещами, закапывали живыми в землю по шею, колесовали, четвертовали, выматывали жилы... Тюрьмы, ссыльные монастыри, подземелья и другие каторжные места были переполнены несчастными страдальцами за святую веру древлеправославную. Духовенство и гражданское правительство с дьявольской жестокостью истребляло своих же родных братьев — русских людей — за их верность заветам и преданиям святой Руси и Христовой Церкви. Никому не было пощады: убивали не только мужчин, но и женщин, и даже детей.
Писатель и общественный деятель Александр Исаевич Солженицын в послании Третьему всезарубежному собору РПЦЗ в 1974 году писал о репрессиях против старообрядцев:
Я осмелюсь остановить внимание собравшихся ещё на другом — дальнем, трёхсотлетнем грехе нашей Русской Церкви, я осмеливаюсь полнозвучно повторить это слово — грехе, ещё чтоб избегнуть употребить более тяжкое, — грехе, в котором Церковь наша — и весь православный народ! — никогда не раскаялись, а, значит, грехе, тяготевшем над нами в 17-м году, тяготеющем поныне и, по пониманию нашей веры, могущим быть причиною кары Божьей над нами, неизбытой причиною постигших нас бед.

Я имею в виду, конечно, русскую инквизицию: потеснение и разгром устоявшегося древнего благочестия, угнетение и расправу над 12-ю миллионами наших братьев, единоверцев и соотечественников, жестокие пытки для них, вырывание языков, клещи, дыбы, огонь и смерть, лишение храмов, изгнание за тысячи вёрст и далеко на чужбину — их, никогда не взбунтовавшихся, никогда не поднявших в ответ оружия, стойких, верных древлеправославных христиан, их, кого я не только не назову раскольниками, но даже и старообрядцами остерегусь, ибо и мы, остальные, тотчас выставимся тогда всего лишь новообрядцами. За одно то, что они не имели душевной поворотливости принять поспешные рекомендации сомнительных заезжих греческих патриархов, за одно то, что они сохранили двуперстие, которым крестилась и вся наша Церковь семь столетий, — мы обрекли их на эти гонения, вполне равные тем, какие отдали нам возместно атеисты в ленинско-сталинские времена, — и никогда не дрогнули наши сердца раскаянием!.

## Позднейшие политика и законы о старообрядцах
Предпринятые меры не привели к полному истреблению старообрядцев. Кто-то перешёл в официальную церковь, кто-то был казнён или умер в тюрьме, значительная часть рассеялась по окраинам России и выехала за её пределы. Отношение к старообрядцам смягчается тотчас после свержения Софьи и смерти патриарха Иоакима. Правительство ведёт компромиссную политику, отказывается от «проведывания» раскольников. Хотя 12 статей не отменены, но это лишь форма. Число самосожжений резко падает. Некоторые беглецы возвращаются из-за рубежа.
В 1702 году Пётр I при возвращении из Архангельска решил посетить Выг (большое старообрядческое поселение на севере России). Старообрядцы приготовились к бегству и к огненной смерти, но царь не тронул их, а пообещал выговцам конфессиональную автономию. Академик А. М. Панченко высказывает мнение, что эти идеи вызваны тем, что Пётр посетил Западную Европу, а в его окружении было немало протестантов, на идеи которых он опирался и которые потерпели подобные гонения от католической инквизиции в Европе

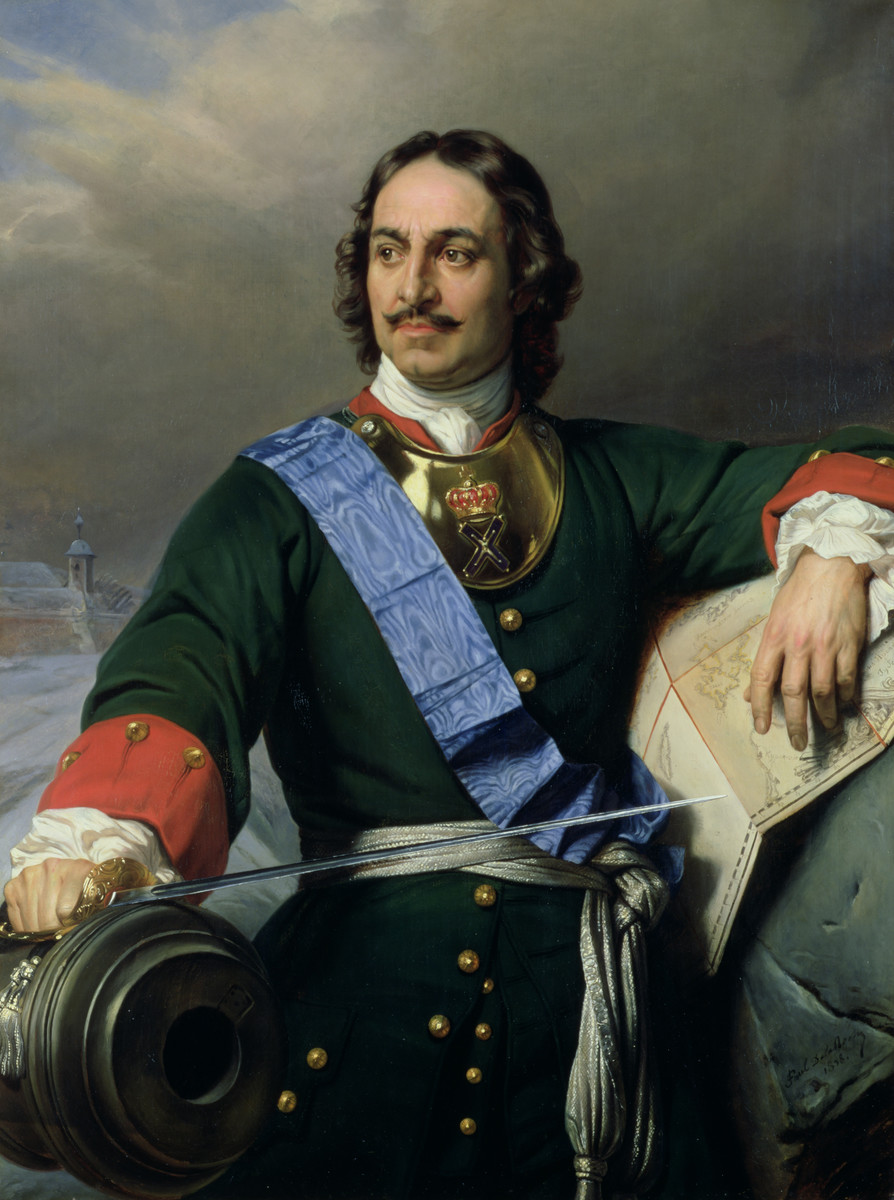
Пётр I.

Пётр I решил позволить существовать старообрядцам в государстве, но возложить на них дополнительные налоги. С этой целью 8 (19) февраля 1716 года Пётр I издал «Указ, именный, объявленный из сената — о хождении на исповедь повсягодно, о штрафе за неисполнение сего правила, и о положении на раскольников двойного оклада [налога]». Кроме того, старообрядцы, в силу религиозных убеждений, были вынуждены платить налог на бороду, который взимался с 16 (27) января 1705 года.
18 (29) февраля 1716 года царь издал новый указ, согласно которому со старообрядцев: вдов и незамужних женщин (девок) стали брать обычный налог.
Согласно указу Петра от 6 (17) апреля 1722 года старообрядцы должны были платить по 50 рублей в год за бороду, и они не имели права носить никакой другой одежды, кроме как: зипун со стоячим клеёным козырем (воротником), ферези и однорядку с лежачим ожерельем. Воротник должен быть обязательно красного цвета — из красного сукна, а само платье нельзя носить красного цвета. Если кто из старообрядцев появлялся в другой одежде, то с того брали штраф — 50 рублей.
13 ноября 1724 года, по просьбе архиепископа Нижегородского Питирима, Пётр I издал указ о том, чтобы выдавать старообрядцам медные знаки, которые старообрядцы были обязаны нашивать на свою одежду и их носить; женщины-старообрядки, согласно этому указу, были обязаны носить платья опашни и шапки с рогами.
При этом всем остальным жителям городов, согласно указам от 17 (28) декабря 1713 года и от 29 декабря 1714 (9 января 1715) года, было запрещено носить бороды, носить русскую одежду и торговать национальной русской одеждой и сапогами (торговать можно было только одеждой немецкого образца); ослушников били кнутом и отправляли на каторгу.
В начале XVIII века для борьбы со старым обрядом создаются в Святейшем синоде подложные «древние» рукописи: Соборное деяние на еретика Арменина, на мниха Мартина и Требник митрополита Феогноста.

## Закон 15 мая 1722 года
Гонения против старообрядцев не прекратились и после отмены Двенадцати статей. Царь Пётр I для взимания налогов проводил несколько переписей населения; те старообрядцы, которые готовы были платить двойной оклад (налог) и прошли перепись, стали называться «записные старообрядцы» (официально: «записные раскольники»); те же, которые уклонились от переписи, стали называться «незаписные старообрядцы» (официально: «незаписные раскольники») и оказались на нелегальном положении.
15 (26) мая 1722 года от имени Синода издаётся Закон «О распоряжениях по обращению раскольников к православной церкве», согласно которому при переходе в новообрядчество: старообрядцев, крещённых старообрядцами, надо крестить, монахов вновь постригать; детей у записных раскольников (старообрядцев) надо крестить насильно в новообрядческих церквах; те старообрядцы, которые повинуются во всем церкви, но крестятся двумя перстами, считаются вне церкви — раскольниками:
Которые хотя святей церкви и повинуются и все церковные таинства приемлют, а крест на себе изображают двема персты, а не троеперстным сложением: кои с противным мудрованием, и которые и по невежеству, но от упорства то творят обоих писать в раскол не взирая ни на что».
 Свидетельства раскольников (старообрядцев) приравнивались к свидетельствам еретиков и не принимались в судах, как церковных так и гражданских; родителям старообрядцев было запрещено своих детей учить двоеперстию под страхом жестокого наказания (которому подвергались учителя раскольников). Последнее означало, что если родители-старообрядцы учили своих собственных детей креститься двуперстно, то их приравнивали к раскольничьим учителям и отправляли под караулом (охраною) для суда над ними в Святейший Синод согласно 10 пункту рассматриваемого закона.